# Spanien i olympiska vinterspelen 1948
Spanien deltog med sex deltagare vid de olympiska vinterspelen 1948 i Sankt Moritz. Ingen av landets deltagare erövrade någon medalj.